# Serge Gainsbourg N°2
Serge Gainsbourg N°2 es el segundo álbum de estudio de Serge Gainsbourg, lanzado en 1959 para Philips Records.

## Lista de canciones
Todas las canciones escritas y compuestas por Serge Gainsbourg, excepto donde se indica.

| N.º | Título                             | Música | Escritor(es)                     | Duración |  |
| 1.  | «Le Claqueur de doigts»            |        |                                  | 3:05     |  |
| 2.  | «La Nuit d'octobre»                |        | Alfred de Musset                 | 3:05     |  |
| 3.  | «Adieu créature»                   |        |                                  | 2:08     |  |
| 4.  | «L'Anthracite»                     |        |                                  | 2:30     |  |
| 5.  | «Mambo miam miam»                  |        |                                  | 2:32     |  |
| 6.  | «Indifférente»                     |        | Serge Gainsbourg; Alain Goraguer | 2:14     |  |
| 7.  | «Jeunes femmes et vieux messieurs» |        |                                  | 2:01     |  |
| 8.  | «L'Amour à la papa»                |        |                                  | 2:47     |  |

## Músicos y personal de producción
- Alain Goraguer: Arreglos, director de orquesta, piano
- Paul Rovère: Contrabajo
- Christian Garros: Tambores
- Michel Bigaud, W. Carone: Fotografía
- Denis Bourgeois: Productor executivo
- Alain Goraguer y su orquesta: Orquesta

## Sencillos
- 1959: Le Claqueur de doigts / Indifférente / Adieu créature / L'Amour à la papa
- 1959: Mambo miam miam / L'Anthracite / La Nuit d'octobre / Jeunes femmes et vieux messieurs